# 그랑기뇰

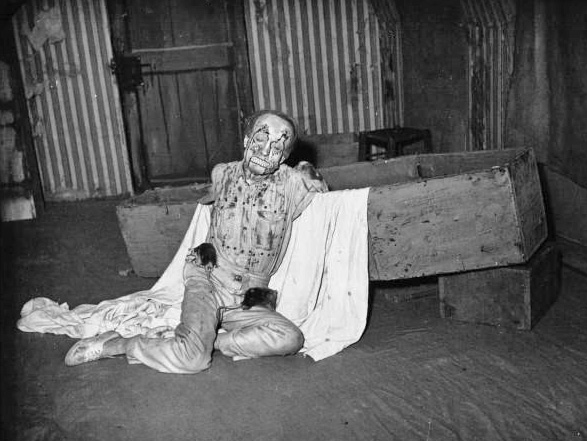

그랑 기뇰 극장(Le Théâtre du Grand-Guignol)은 프랑스 파리에 위치한 극장이다.
파리의 샤프타르가(街)에 자리잡고 있으며 에로틱하고 그로테스크한 공포를 주로 상연하는 오락극장이다. 제1차 세계대전 전부터 에드거 앨런 포의 각색등으로 최성기를 맞이한 일도 있었으나 그 후부터 빛을 잃게 되었다. 최근에는 겔드로드, 루생 등 약간의 문학적인 작품도 취급하여 파리의 명물로서의 지위를 확보하고 있다.